# (5178) Pattazhy
(5178) Pattazhy es un asteroide perteneciente al cinturón de asteroides, descubierto el 1 de febrero de 1989 por Rajgopalan Rajamohan desde el Observatorio Vainu Bappu, Kavalur, India.

## Designación y nombre
Designado provisionalmente como 1989 CD4. Fue nombrado Pattazhy en honor ecologista hindú Sainudeen Pattazhy, que desempeña su labor como profesor titular de zoología en el Kollam Sree Narayana College de Kerala, conocido por sus investigaciones sobre la lluvia roja, el control de los mosquitos, los riesgos potenciales para la salud de las torres de telefonía móvil y la ecobiología de los bosques sagrados.

## Características orbitales
Pattazhy está situado a una distancia media del Sol de 2,228 ua, pudiendo alejarse hasta 2,536 ua y acercarse hasta 1,920 ua. Su excentricidad es 0,138 y la inclinación orbital 3,985 grados. Emplea 1215,14 días en completar una órbita alrededor del Sol.

## Características físicas
La magnitud absoluta de Pattazhy es 14.